# Hapaks legomenon

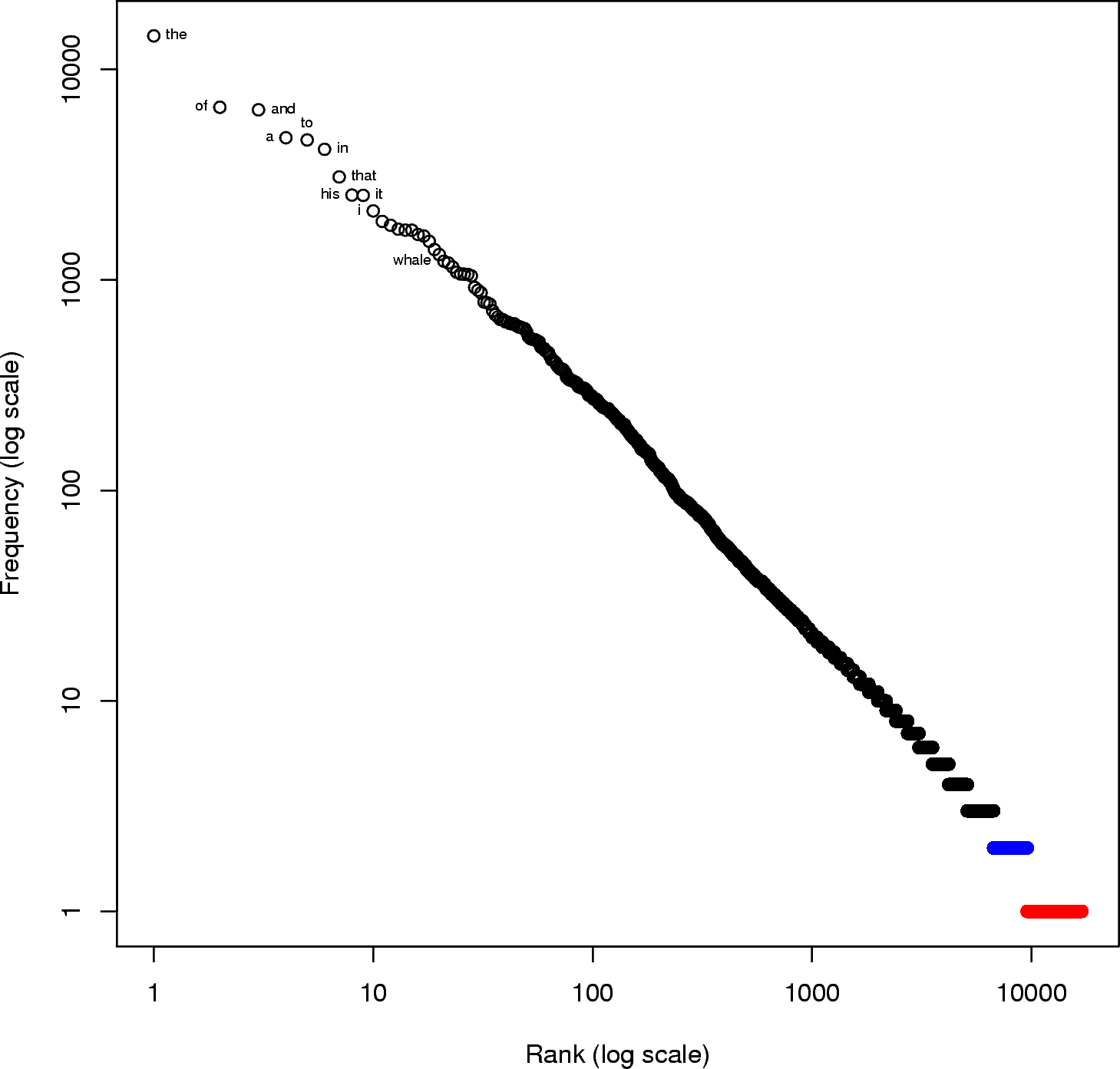
Wykres wystąpień słów w Moby Dicku – kolorem czerwonym zaznaczono hapaks legomena

Hapaks legomenon (gr., „rzecz raz powiedziana”; ἅπαξ hapaks – etym. „jednym umocowaniem, jednym wbiciem” – stąd: „jeden raz, raz, raz na zawsze”; λεγόμενον legomenon – „rzecz mówiona”) – słowo, wyrażenie, forma stylistyczna, która występuje tylko jeden raz w danym dokumencie (czy w całej twórczości pisarza) lub jest poświadczona jednym cytatem.
Na przykład w Piśmie Świętym takich wyrazów jest ponad tysiąc, wiele z nich o niejasnym znaczeniu. Stąd też wyrażenia te są szczególnie trudne do przetłumaczenia.